# 1925
Il 1925 (MCMXXV in numeri romani) è un anno  del XX secolo.

## Eventi
- 1º gennaio - Città del Vaticano - Giubileo, per tutti i fedeli dell'Orbe cattolico. L'Anno Santo, proclamato da papa Pio XI con particolare carattere missionario, vide la Canonizzazione, tra gli altri, di san Giovanni Battista Maria Vianney (1786-1859), noto come il curato d'Ars, e di santa Teresa del Bambin Gesù (1873-1897), Patrona delle Missioni.
- 3 gennaio – Italia: nel discorso di inizio anno, Benito Mussolini si assume esplicitamente la responsabilità politica dell'omicidio di Giacomo Matteotti e annuncia la presa dei poteri dittatoriali. In tutto il Paese si verificano arresti di massa.
- 19 Gennaio - Stati Uniti: a Nome, in Alaska, scoppia in inverno un'epidemia di difterite che colpisce quasi solamente i bambini.
- 12 febbraio – Italia: il Gran Consiglio del Fascismo nomina segretario del Partito Nazionale Fascista Roberto Farinacci, esponente dell'"ala dura" del partito
- 18 febbraio – Italia: viene fondato l'Istituto Giovanni Treccani per la pubblicazione dell'Enciclopedia Italiana, diretta da Giovanni Gentile
- 27 febbraio - Germania - Viene rifondato il Partito Nazionalsocialista Tedesco dei Lavoratori dopo la sua messa al bando dopo il fallito colpo di stato
- 8 marzo – Italia: viene assegnato all'Hockey Club Milano il primo scudetto dell'hockey su ghiaccio
- 25 marzo – Gran Bretagna - l'ingegnere scozzese John Logie Baird inventa a Londra la televisione che sarà disponibile solo dal 2 ottobre dell'anno stesso
- 5 aprile – Germania: Erna Murray stabilisce il suo nono record mondiale, nuotando i 200m rana in 3'20''
- 15 aprile - Italia: viene fondata a Roma la casa di moda Fendi
- 21 aprile – Italia: viene pubblicato sulla stampa nazionale il Manifesto degli intellettuali fascisti, il cui principale artefice è il filosofo Giovanni Gentile
- 26 aprile – Francia - a Nizza: Fanny Vialardi di Sandigliano vince il primo campionato del mondo amazzoni side saddle in sella a Zaglione di Carlo Kechler
- 29 aprile – Stati Uniti, Philadelphia - Prima registrazione elettrica di un'orchestra sinfonica (Stokowski e la Philadelphia Orchestra of Danse macabre di Camille Saint-Saëns)
- 1º maggio – Cipro: l'isola assume lo status di colonia della corona britannica
- 7 maggio – Germania: si inaugura a Monaco il più grande museo della scienza e della tecnica del mondo
- 22 maggio – Italia: Sandro Pertini viene arrestato per la prima volta per attività contro il regime fascista
- 13 giugno - Stati Uniti: Charles Francis Jenkins, e John Logie Baird, in Gran Bretagna, effettuano la prima trasmissione di immagini in movimento
- 14 giugno – Italia: il governo annuncia l'avvio della "battaglia del grano", volta al raggiungimento dell'autosufficienza nazionale granaria
- 16 giugno – Bolivia: ad Oruro viene fondata la congregazione delle Missionarie Crociate della Chiesa
- 22 giugno – Italia: inaugurata la prima torre solare italiana all'Osservatorio di Arcetri
- 2 luglio – Stati Uniti: Viene inventato lo sci nautico con la prima sciata, durata più di un minuto, effettuata da Ralph Samuelson
- 19 luglio – Francia: l'italiano Ottavio Bottecchia vince per la seconda volta consecutiva il Tour de France
- 20 luglio – Italia e Jugoslavia firmano la Convenzione di Nettuno, che definisce i confini dalmati
- 21 settembre – Italia, Napoli: viene inaugurata la "Metropolitana FS", l'attuale Linea 2: si tratta della prima rete ferroviaria metropolitana in Italia.[1]
- 2 ottobre – Italia, Roma: viene firmato a Palazzo Vidoni Caffarelli un accordo tra la Confindustria e la Confederazione nazionale delle Corporazioni sindacali che sancisce il reciproco riconoscimento univoco quali rappresentanti degli industriali e dei lavoratori. Si riconosce in tal modo il monopolio sindacale fascista.
- 26 ottobre – Svizzera - Viene firmato il Patto Renano a Locarno
- 3 novembre – Italia: il quotidiano Il Popolo, organo del Partito Popolare Italiano, cessa le pubblicazioni dopo mesi di continui sequestri. La testata riprese ad uscire clandestinamente nel 1943
- 5 novembre – Italia, Roma: un decreto legge sancisce la nascita dell'Istituto LUCE (L'Unione per la Cinematografia Educativa)
- 27 novembre – Italia: il governo dispone l'introduzione del saluto romano in tutte le amministrazioni civili nei rapporti tra superiori ed inferiori

## Nati
Ci sono circa 2 290 voci su persone nate nel 1925; vedi la pagina Nati nel 1925 per un elenco descrittivo o la categoria Nati nel 1925 per un indice alfabetico.

## Morti
Ci sono circa 600 voci su persone morte nel 1925; vedi la pagina Morti nel 1925 per un elenco descrittivo o la categoria Morti nel 1925 per un indice alfabetico.

## Calendario
| Calendario 1925 | Calendario 1925 | Calendario 1925 | Calendario 1925 | Calendario 1925 | Calendario 1925 | Calendario 1925 | Calendario 1925 | Calendario 1925 | Calendario 1925 | Calendario 1925 | Calendario 1925 | Calendario 1925 | Calendario 1925 | Calendario 1925 | Calendario 1925 | Calendario 1925 | Calendario 1925 | Calendario 1925 | Calendario 1925 | Calendario 1925 | Calendario 1925 | Calendario 1925 | Calendario 1925 | Calendario 1925 | Calendario 1925 | Calendario 1925 | Calendario 1925 | Calendario 1925 | Calendario 1925 | Calendario 1925 | Calendario 1925 | Calendario 1925 |
| --------------- | --------------- | --------------- | --------------- | --------------- | --------------- | --------------- | --------------- | --------------- | --------------- | --------------- | --------------- | --------------- | --------------- | --------------- | --------------- | --------------- | --------------- | --------------- | --------------- | --------------- | --------------- | --------------- | --------------- | --------------- | --------------- | --------------- | --------------- | --------------- | --------------- | --------------- | --------------- | --------------- |
|                 | 1               | 2               | 3               | 4               | 5               | 6               | 7               | 8               | 9               | 10              | 11              | 12              | 13              | 14              | 15              | 16              | 17              | 18              | 19              | 20              | 21              | 22              | 23              | 24              | 25              | 26              | 27              | 28              | 29              | 30              | 31              |                 |
| Gennaio         | Gi              | Ve              | Sa              | Do              | Lu              | Ma              | Me              | Gi              | Ve              | Sa              | Do              | Lu              | Ma              | Me              | Gi              | Ve              | Sa              | Do              | Lu              | Ma              | Me              | Gi              | Ve              | Sa              | Do              | Lu              | Ma              | Me              | Gi              | Ve              | Sa              |                 |
| Febbraio        | Do              | Lu              | Ma              | Me              | Gi              | Ve              | Sa              | Do              | Lu              | Ma              | Me              | Gi              | Ve              | Sa              | Do              | Lu              | Ma              | Me              | Gi              | Ve              | Sa              | Do              | Lu              | Ma              | Me              | Gi              | Ve              | Sa              |                 |                 |                 |                 |
| Marzo           | Do              | Lu              | Ma              | Me              | Gi              | Ve              | Sa              | Do              | Lu              | Ma              | Me              | Gi              | Ve              | Sa              | Do              | Lu              | Ma              | Me              | Gi              | Ve              | Sa              | Do              | Lu              | Ma              | Me              | Gi              | Ve              | Sa              | Do              | Lu              | Ma              |                 |
| Aprile          | Me              | Gi              | Ve              | Sa              | Do              | Lu              | Ma              | Me              | Gi              | Ve              | Sa              | Do              | Lu              | Ma              | Me              | Gi              | Ve              | Sa              | Do              | Lu              | Ma              | Me              | Gi              | Ve              | Sa              | Do              | Lu              | Ma              | Me              | Gi              |                 |                 |
| Maggio          | Ve              | Sa              | Do              | Lu              | Ma              | Me              | Gi              | Ve              | Sa              | Do              | Lu              | Ma              | Me              | Gi              | Ve              | Sa              | Do              | Lu              | Ma              | Me              | Gi              | Ve              | Sa              | Do              | Lu              | Ma              | Me              | Gi              | Ve              | Sa              | Do              |                 |
| Giugno          | Lu              | Ma              | Me              | Gi              | Ve              | Sa              | Do              | Lu              | Ma              | Me              | Gi              | Ve              | Sa              | Do              | Lu              | Ma              | Me              | Gi              | Ve              | Sa              | Do              | Lu              | Ma              | Me              | Gi              | Ve              | Sa              | Do              | Lu              | Ma              |                 |                 |
| Luglio          | Me              | Gi              | Ve              | Sa              | Do              | Lu              | Ma              | Me              | Gi              | Ve              | Sa              | Do              | Lu              | Ma              | Me              | Gi              | Ve              | Sa              | Do              | Lu              | Ma              | Me              | Gi              | Ve              | Sa              | Do              | Lu              | Ma              | Me              | Gi              | Ve              |                 |
| Agosto          | Sa              | Do              | Lu              | Ma              | Me              | Gi              | Ve              | Sa              | Do              | Lu              | Ma              | Me              | Gi              | Ve              | Sa              | Do              | Lu              | Ma              | Me              | Gi              | Ve              | Sa              | Do              | Lu              | Ma              | Me              | Gi              | Ve              | Sa              | Do              | Lu              |                 |
| Settembre       | Ma              | Me              | Gi              | Ve              | Sa              | Do              | Lu              | Ma              | Me              | Gi              | Ve              | Sa              | Do              | Lu              | Ma              | Me              | Gi              | Ve              | Sa              | Do              | Lu              | Ma              | Me              | Gi              | Ve              | Sa              | Do              | Lu              | Ma              | Me              |                 |                 |
| Ottobre         | Gi              | Ve              | Sa              | Do              | Lu              | Ma              | Me              | Gi              | Ve              | Sa              | Do              | Lu              | Ma              | Me              | Gi              | Ve              | Sa              | Do              | Lu              | Ma              | Me              | Gi              | Ve              | Sa              | Do              | Lu              | Ma              | Me              | Gi              | Ve              | Sa              |                 |
| Novembre        | Do              | Lu              | Ma              | Me              | Gi              | Ve              | Sa              | Do              | Lu              | Ma              | Me              | Gi              | Ve              | Sa              | Do              | Lu              | Ma              | Me              | Gi              | Ve              | Sa              | Do              | Lu              | Ma              | Me              | Gi              | Ve              | Sa              | Do              | Lu              |                 |                 |
| Dicembre        | Ma              | Me              | Gi              | Ve              | Sa              | Do              | Lu              | Ma              | Me              | Gi              | Ve              | Sa              | Do              | Lu              | Ma              | Me              | Gi              | Ve              | Sa              | Do              | Lu              | Ma              | Me              | Gi              | Ve              | Sa              | Do              | Lu              | Ma              | Me              | Gi              |                 |

## Premi Nobel
In quest'anno sono stati conferiti i seguenti Premi Nobel:
- per la Pace: Austen Chamberlain, Charles Gates Dawes
- per la Letteratura: George Bernard Shaw
- per la Fisica: James Franck, Gustav Hertz
- per la Chimica: Richard Adolf Zsigmondy